# Бахамо
Бахамо је врста ветра који дува на Карибима. Достиже олујне размере и дува са копна ка мору. Најинтензивнији је у југоисточној Куби у заливу око града Бахамо.